# Ел Мустали
Ахмед ел Мустали (умро 1101. године) био је девети фатимидски калиф. Владао је од 1094. године до своје смрти.

## Биографија
Мустали је претходног калифа ел Мустаншира наследио 1094. године. У томе му је помогао утицајни регент ел Афдал Шаханшах који ће држати стварну власт током Мусталијеве владавине. Законити наследник био је Низар, Мусталијев старији брат. Међутим, Низар је затворен до краја живота, а његове присталице протеране. Део Исмаилита који су Низара сматрали законитим калифом основаће секту, касније познату као асасини.
Слабост Фатимидског калифата искористили су крсташи. Током Мусталијеве владавине покренут је Први крсташки поход (1096. године). Фатимиди су изгубили бројне територије, али и свети град Јерусалим кога је држао командант Ифтикар ад Давла. Након освајања Јерусалима, крсташи образују краљевину Јерусалим са Готфридом Бујонским као владарем. Фатимиди ће бити поражени и у бици код Аскалона.
Мустали је умро 1101. године. Наследио га је син ел Амир.